# Moerasheide
De moerasheide (Sphagno palustris-Ericetum) is een associatie uit het hoogveenmos-verbond (Oxycocco-Ericion). Het is een zeldzame plantengemeenschap die thuishoort in laagveenmoerasgebieden.

## Naamgeving en codering
| Sphagnetum palustri-papillosi Den Held & Barkm. in Westh. & Den Held 1969 |

- Natura2000-habitattypecode (EU-code): H4010
- Syntaxoncode voor Nederland (rVvN): r11Ba02

De wetenschappelijke naam Sphagno palustris-Ericetum is afgeleid van de botanische namen van twee dominante diagnostische plantensoorten van de associatie. Dit zijn gewoon veenmos (Sphagnum palustre) en gewone dophei (Erica tetralix).

## Fysiognomie
De moerasheide wordt net als alle andere heidevegetatie gekenmerkt door de volledige afwezigheid van een boomlaag. De struiklaag is vertegenwoordigd door dwergstruiken als de gewone dophei en de struikhei en een aantal zeldzamere soorten zoals kraaihei, grote veenbes en lavendelhei, waarbij de oorspronkelijke aard van het water (zoet- of brak) bepalend is voor de soortensamenstelling.
De kruidlaag is ijl en in de samenstelling ervan komen de soorten van het veenmosrietland terug, zoals riet (zij het dan armzalig en zeer verspreid), gewoon reukgras, waternavel en tormentil.
Er is een sterk ontwikkelde moslaag met verschillende soorten veenmossen, maar ook algemene soorten als gewoon haarmos en gewoon peermos.

## Ecologie
De moerasheide lijkt door het overwicht van veenmossen en heidestruiken op de verwante associatie van gewone dophei en veenmos (Erico-Sphagnetum magellanici). In tegenstelling tot de hoogveengemeenschappen komt ze echter enkel voor in laagveenmoerasgebieden. Ze ontstaat als laatste fase van een verlandingsreeks van open zoet- of brakwatervenen via een veenmosrietland (Pallavicinio-Sphagnetum), waarbij rietmaaien als beheersvorm overheerst.
De gelijkenis met hoogveen wordt veroorzaakt door de zeer voedselarme bodem in combinatie met een hoog grondwaterpeil en zuur water. Dieper in de bodem komen echter eutrofe veenlagen voor, waardoor bij gebrek aan beheer snel struiken en bomen opschieten.

## Subassociaties in Nederland en Vlaanderen
Binnen de moerasheide worden in Nederland en Vlaanderen twee subassociaties onderscheiden.

### Subassociatie met pijpenstrootje
Een subassociatie met pijpenstrootje (Sphagno palustris-Ericetum molinietosum) bevat overwegend pijpenstrootje (Molinia caerulea), met kleine veenbes (Oxycoccus palustris) en rode bosbes (Vaccinium idaea).

### Subassociatie met gewoon reukgras
Een subassociatie met gewoon reukgras (Sphagno palustris-Ericetum anthoxanthetosum) bevat overwegend gewoon reukgras (Anthoxanthum odoratum).

## Verspreiding
Het verspreidingsgebied van de moerasheide is beperkt tot de Atlantische provincie: de kuststrook van West-Europa, Groot-Brittannië en Ierland. Het is een typische vegetatie die zich thuis voelt in streken met een maritiem klimaat, met hoge luchtvochtigheid, niet te warme zomers en geen strenge winters.
In Nederland is deze vegetatie nog sporadisch terug te vinden in Noord- en Zuid-Holland, Noordwest-Overijssel en Friesland.

## Diagnostische taxa voor Nederland en Vlaanderen
In de onderstaande synoptische tabel staan de belangrijkste diagnostische plantentaxa van de moerasheide voor Nederland en Vlaanderen.

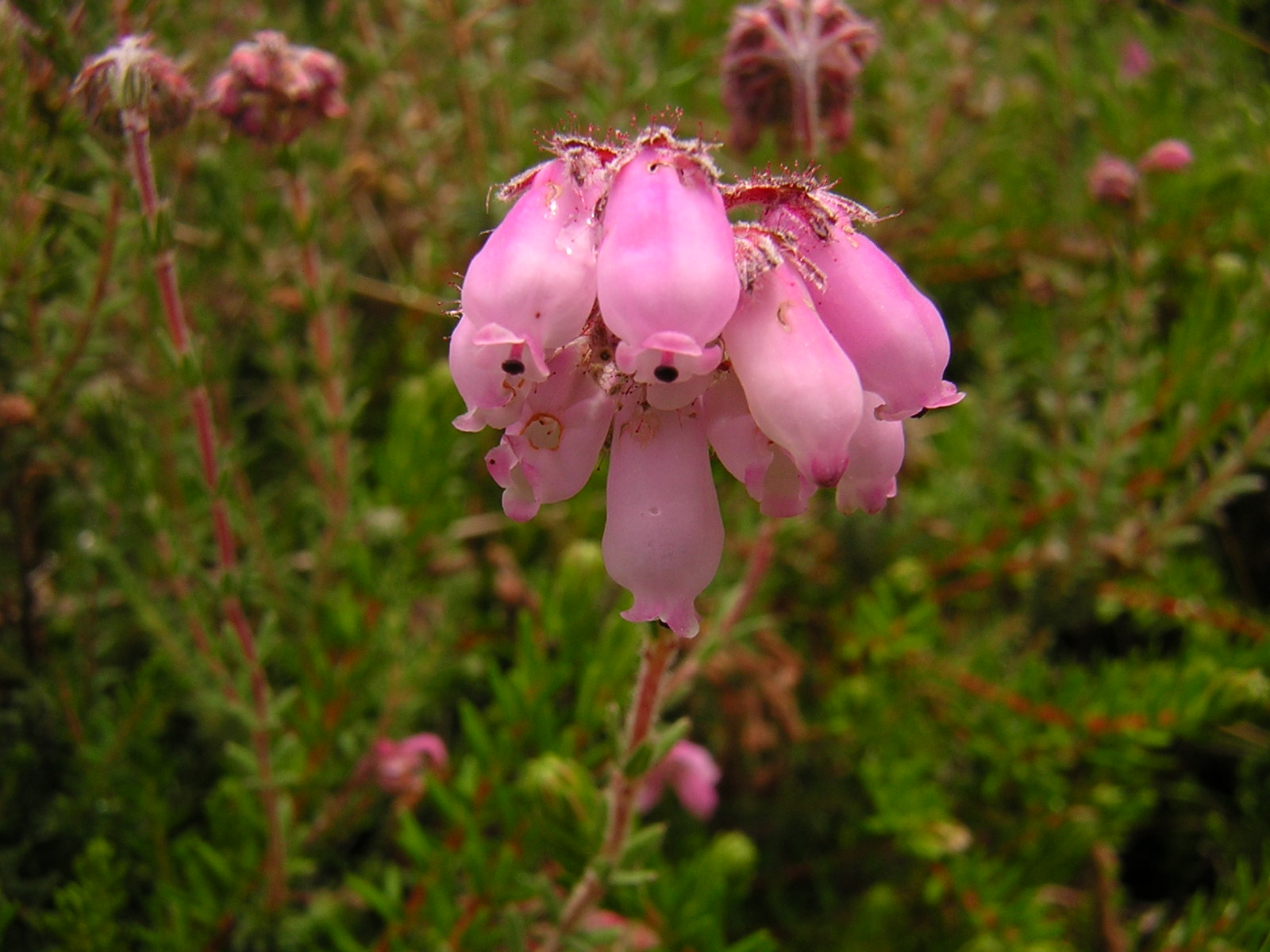
Gewone dophei

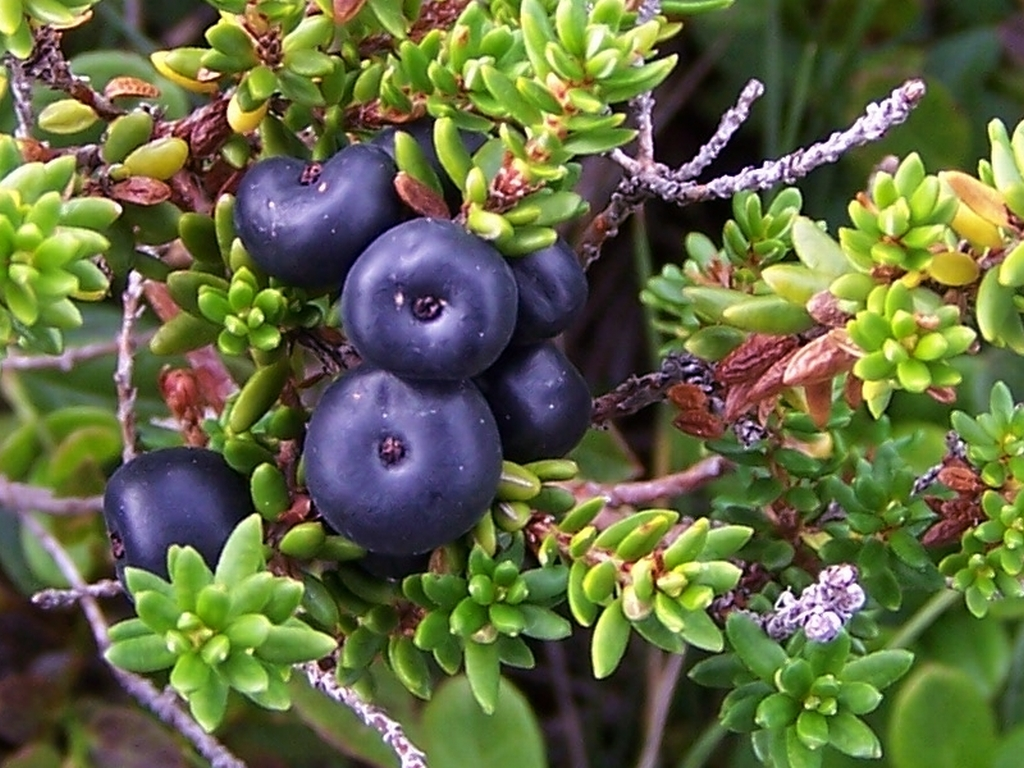
Kraaihei

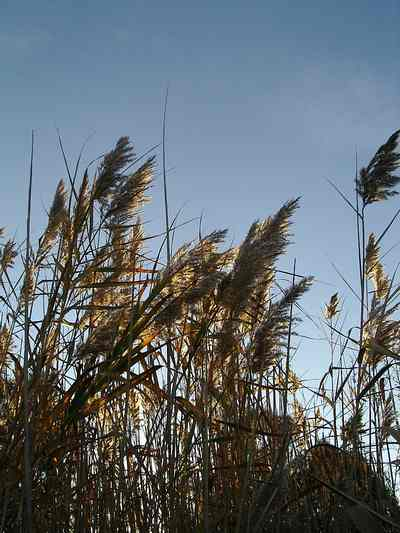
Riet

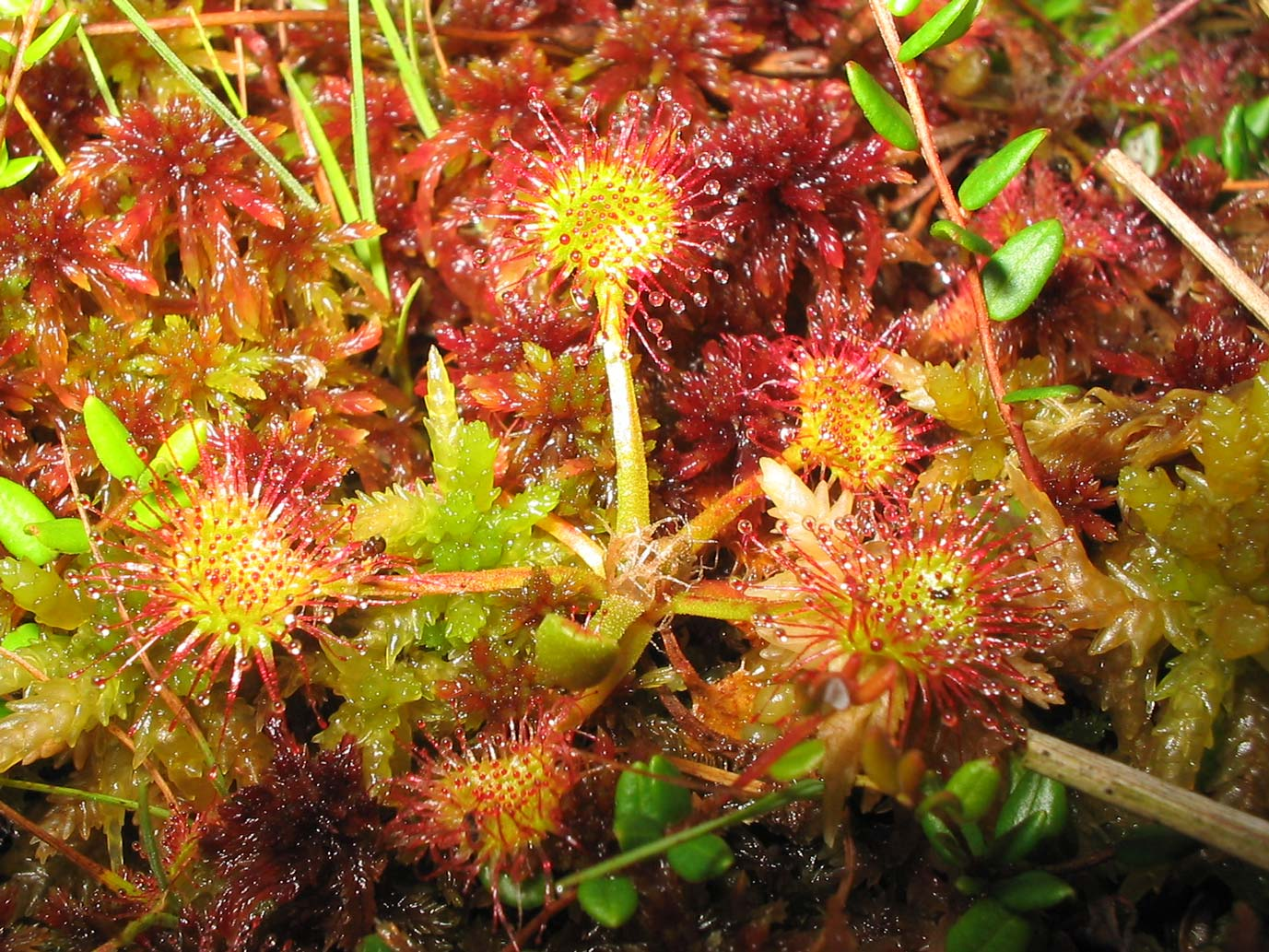
Ronde zonnedauw

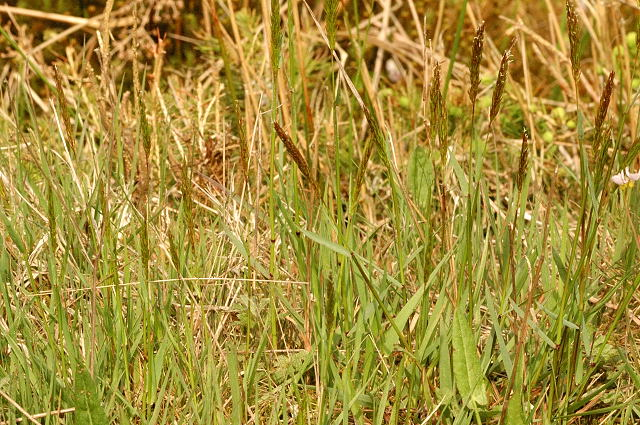
Gewoon reukgras

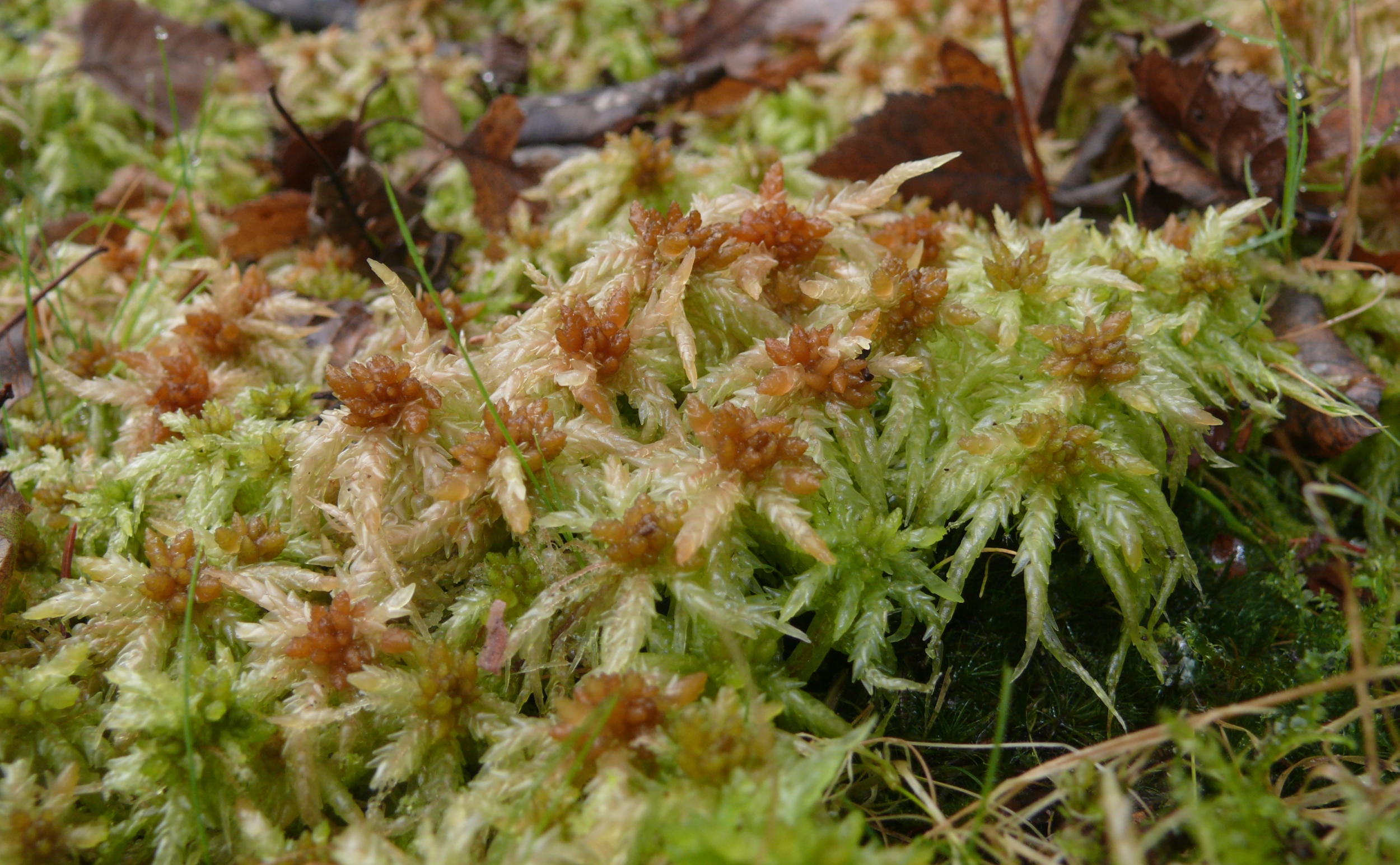
Gewoon veenmos

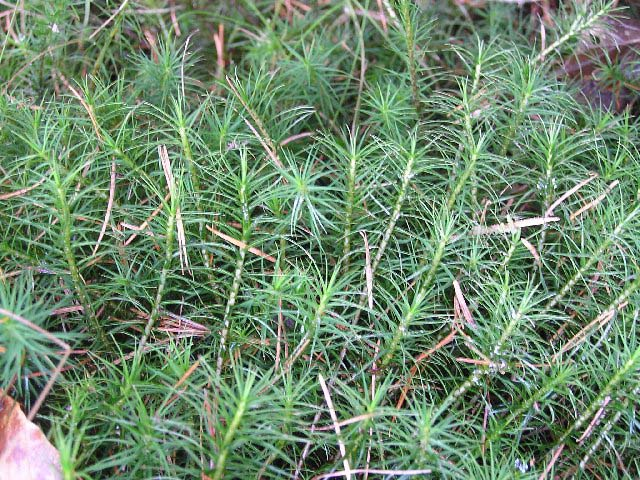
Gewoon haarmos

Kruidlaag
| Kentaxon | Diff.soort | Abundantie | Triviale naam   | Botanische naam          | Opmerking                         |
| -------- | ---------- | ---------- | --------------- | ------------------------ | --------------------------------- |
| kK       |            | F/O        | gewone dophei   | Erica tetralix           |                                   |
|          |            | A/F        | struikhei       | Calluna vulgaris         |                                   |
| kO       |            | A/F        | kleine veenbes  | Vaccinium oxycoccos      | zoet water                        |
|          |            | A/F        | rode bosbes     | Vaccinium vitis-idaea    | zoet water                        |
|          |            | A/F        | kraaihei        | Empetrum nigrum          | brakwater                         |
| kO       |            | F/O        | grote veenbes   | Vaccinium microcarpus    | brakwater                         |
| kO       |            | Z          | lavendelhei     | Andromeda polifolia      | brakwater                         |
|          |            |            | gewoon riet     | Phragmites australis     |                                   |
| kK       |            |            | ronde zonnedauw | Drosera rotundifolia     |                                   |
|          |            |            | tormentil       | Potentilla erecta        |                                   |
|          |            |            | waternavel      | Hydrocotyle vulgaris     |                                   |
|          |            |            | veenpluis       | Eriophorum angustifolium |                                   |
|          | dS         | D/A        | gewoon reukgras | Anthoxanthum odoratum    | subassociatie met gewoon reukgras |
|          | dS         | A/F        | pijpenstrootje  | Molinia caerulea         | subassociatie met pijpenstrootje  |

Moslaag
| Kentaxon | Diff.soort | Abundantie | Triviale naam     | Botanische naam      | Opmerking |
| -------- | ---------- | ---------- | ----------------- | -------------------- | --------- |
| kA       |            | A/F        | gewoon veenmos    | Sphagnum palustre    |           |
| kV       |            | A/F        | rood veenmos      | Sphagnum rubellum    |           |
| kV       |            |            | wrattig veenmos   | Sphagnum papillosum  |           |
|          |            |            | gewimperd veenmos | Sphagnum fimbriatum  |           |
|          |            |            | gewoon spinragmos | Kurzia pauciflora    |           |
|          |            |            | rood viltmos      | Aulacomnium palustre |           |
|          |            | A/F        | gewoon haarmos    | Polytrichum commune  |           |
|          |            |            | gewoon peermos    | Pohlia nutans        |           |
|          |            |            | glanzend maanmos  | Cephalozia connivens |           |

## Bedreiging en bescherming
Moerasheide is een halfnatuurlijk vegetatietype dat enkel kan blijven bestaan bij een hoge grondwaterstand en continu maaibeheer, zo niet nemen struiken en bomen snel de overhand.

## Fotogalerij

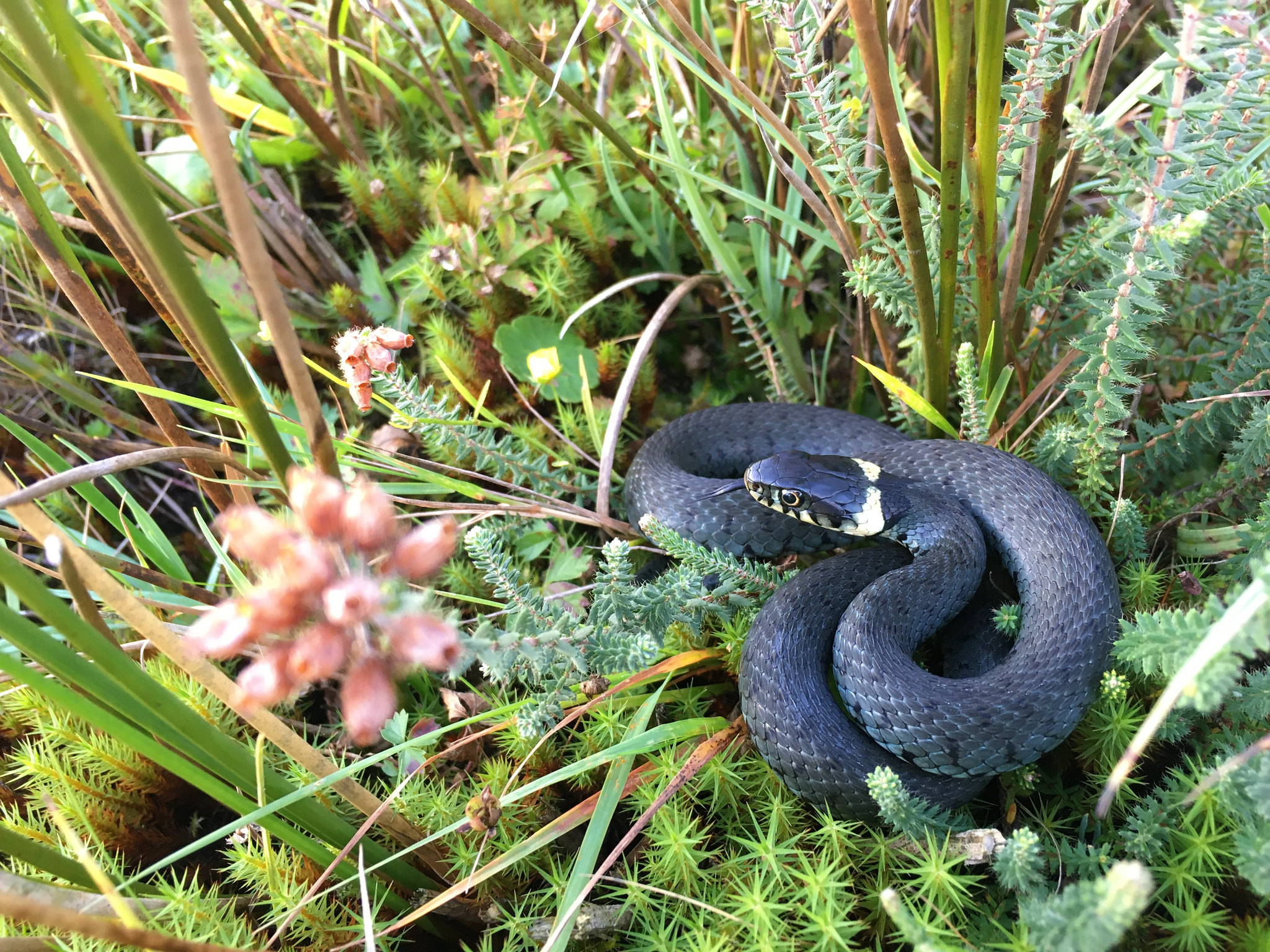
Een ringslang, rustend in de moerasheide.